# Черемисин, Андрей Андреевич
Андрей Андреевич Черемисин (укр. Андрій Андрійович Черемісін; 23 апреля 1947, Краснодар, СССР) — советский, украинский футболист и тренер.

## Игровая карьера

### Клубная карьера
Выпускник футбольного клуба «Спартак» (Нальчик). Первым тренером был Борис Седанов. В 1966 году начал игровую карьеру в дублирующем составе нальчикского «Спартака». В 1969 году переехал в симферопольскую «Таврию». Летом 1970 года получил приглашение в футбольный клуб «Шахтёр». За донецкую команду сыграл 6 матчей и по окончании сезона возвратился в «Таврию». В 1973 году играл в армейской команде Одессы, базировавшейся в этот период в Молдавии. В 1974 году вернулся в симферопольский клуб. В 1981 году Черемисин завершил выступления в командах мастеров, продолжив играть на любительском уровне за симферопольский «Метеор».

### Тренерская карьера
После завершения игровой карьеры тренировал любительскую команду «Авангард» (Джанкой), затем работал детским тренером в ДЮФК «Таврия» (Симферополь). В 1989 году вошёл в тренерский штаб симферопольской «Таврии», а с 1 августа 1990 года, после отставки главного тренера Николая Павлова, возглавлял команду до конца сезона. С 1991 года продолжил работу в клубе в качестве помощника Анатолия Заяева. С 16 сентября по 15 декабря 1994 года снова возглавлял крымскую команду. С июля до конца 2000 года входил в тренерский штаб житомирского «Полесья». С 2003 года тренирует детей в спортивной школе «Таврии».

## Награды и звания
- Заслуженный работник физической культуры и спорта Автономной Республики Крым (19 мая 2008) — За значительный личный вклад в развитие спорта в Автономной Республике Крым, высокий профессионализм, спортивные достижения и в связи с 50-летием со дня основания ООО «Спортивный клуб „Таврия“»[5]

## Личная жизнь
Старшие братья Алексей (род. 1941) и Александр (1944—2014) тоже были футболистами. Александр стал лучшим бомбардиром в истории ФК «Гомель», затем тренировал этот клуб.
Сын Антон (род. 1977) играл за клубы низших лиг Украины.